# Potiivka, Bila Țerkva
Potiivka (în ucraineană Потіївка) este o comună în raionul Bila Țerkva, regiunea Kiev, Ucraina, formată numai din satul de reședință.

## Demografie
Componența lingvistică a comunei Potiivka
     Ucraineană (97,89%)
     Rusă (2,11%)
Conform recensământului din 2001, majoritatea populației comunei Potiivka era vorbitoare de ucraineană (97,89%), existând în minoritate și vorbitori de rusă (2,11%).